# Hertogdom Meranië

wapenschild Meranië

Het hertogdom Meranië was een rijksstaat binnen het Heilige Roomse Rijk van 1153 tot 1248. Het werd ook wel hertogdom Dalmatië genoemd, omdat het de noordelijke kuststreek van Dalmatië omvatte. De naam Merania is dan weer afgeleid van het Latijnse mare (en het Servo-Kroatische more), wat zee betekent. 
De eerste verwijzing naar een Dalmatiæ ducatum dateert uit 1153. In die tijd was het hertogdom in bezit van Koenraad II van Dachau, en zijn familie hield het in bezit tot in 1182. 
Toen werd Berthold IV, markgraaf van Istrië, aangesteld tot dux Meraniæ en hij vestigde er zijn dynastie. Zijn familie, afkomstig van Dießen-Andechs in Beieren en schatplichtig aan het huis van Wittelsbach, leverde de graven van Andechs van 1135 tot 1180. Zij verwierven grondgebied in het noorden van Dalmatië en Berthold werd markgraaf van Istrië in 1173. Een dochter van Berthold IV, Agnes, was de omstreden derde echtgenote van de Franse koning Filips August.